# La Bernaudeau Junior
La Bernaudeau Junior is een eendaagse wielerwedstrijd voor junioren (17-18 jaar) die sinds 1994 elk voorjaar wordt verreden in de Vendée. De wedstrijd wordt georganiseerd door Jean-René Bernaudeau en heeft de categorie 1.1 MJ.

## Lijst van winnaars

### Overwinningen per land
| Overwinningen | Land      |
| ------------- | --------- |
| 21            | Frankrijk |
| 7             | België    |
| 2             | Nederland |
| 1             | Italië    |

1994 · 1995 · 1996 · 1997 · 1998 · 1999 · 2000 · 2001 · 2002 · 2003 · 2004 · 2005 · 2006 · 2007 · 2008 · 2009 · 2010 · 2011 · 2012 · 2013 · 2014 · 2015 · 2016 · 2017 · 2018 · 2019